# 1-е Засейм'я
1-е Засейм'я (рос. 1-е Засеймье) — село в Мантуровському районі Курської області Російської Федерації.
Населення становить 434 особи. Входить до складу муніципального утворення Мантуровська сільрада.

## Історія
Населений пункт розташований на території українського етнічного та культурного краю Східна Слобожанщина.
Від 2004 року входить до складу муніципального утворення Мантуровська сільрада.

## Населення
| 2002 | 2010 |
| ---- | ---- |
| 484  | ↘434 |